# Bousculade de la Kumbh Mela de Prayag de 2025
La bousculade de la Kumbh Mela de Prayag de 2025 survient le 29 janvier 2025 lorsqu'une bousculade survient lors de la Kumbh Mela de Prayag de 2025 (en), au confluent des rivières Gange, Yamuna et Saraswati à Prayagraj, dans l'État de l'Uttar Pradesh, au nord de l'Inde. Au moins 39 personnes sont tuées, tandis qu'au moins 200 autres sont blessées. L'incident se produit pendant l'Amrit Snan sur Mauni Amavasya (en).

## Contexte
La Kumbh Mela est une fête hindoue qui a lieu tous les 12 ans et dure environ six semaines. Elle est considérée comme l'une des fêtes les plus importantes du calendrier religieux hindou. L'édition 2025 doit attirer 400 millions de personnes. De nombreuses bousculades ont eu lieu pendant le festival, avec au moins 400 morts lors de l'édition de 1954 et 42 tués en 2013 (en).

## Bousculade
Le jour de l'incident, environ 100 millions de personnes sont attendues. La cohue commence vers 1 h 0 du matin IST, lorsque la foule se précipite pour se baigner au confluent de trois rivières, qui est considéré comme le lieu le plus sacré pour se baigner. Le responsable spécial du festival, Akanksha Rana, déclare que l'incident commence après la rupture d'une barrière du festival, tandis que le ministre en chef de l'Uttar Pradesh, Yogi Adityanath, impute l'incident aux fidèles essayant de franchir les barricades délimitant la zone de baignade désignée pour les akharas. Alors que les pèlerins tentent de s'échapper du site de la première bousculade, que les responsables qualifient de "sans gravité", ils sont pris dans une autre bousculade à une sortie. Ils retournent ensuite vers les ponts flottants à la recherche d'une autre sortie, générant une autre bousculade lorsqu'il est découvert que les ponts ont été fermés par les autorités. Certains participants doivent sauter par-dessus les barricades.
Des rapports contradictoires émergent sur le nombre de victimes, le nombre de morts allant de 15 à 50 personnes, et le nombre de blessés estimé à au moins 200. Le journal britannique The Guardian rapporte qu'au moins 39 personnes sont tuées, et que le bilan devrait s'alourdir. Les victimes sont transportées dans des hôpitaux de fortune sur le site du festival ainsi que dans un hôpital de la ville de Prayagraj. Certains d'entre eux dorment sur la rive du fleuve lorsqu'ils sont piétinés par d'autres fidèles qui essayent de se laver.

## Réactions
La Force d'action rapide (en) est déployée sur place. Lors d'un appel téléphonique avec le ministre en chef de l'Uttar Pradesh, Yogi Adityanath, le  Premier ministre de l'Inde Narendra Modi appelle à des "mesures de soutien immédiates". Plusieurs akharas décident d'annuler leur participation à l'Amrit Snan.